# Stefanie Golisch
Stefanie Golisch (* 29. Juli 1961 in Detmold) ist eine in Italien lebende deutsche Schriftstellerin, Literaturwissenschaftlerin und Übersetzerin.

## Leben und Werk
Stefanie Golisch studierte von 1981 bis 1986 Germanistik in Bonn und Hannover und promovierte über Uwe Johnsons Roman Jahrestage. 1987 zog sie nach Italien und war dort als Deutschlehrerin, literarische Gutachterin und Übersetzerin tätig. Seit 1991 arbeitet sie freiberuflich als Literaturwissenschaftlerin, Übersetzerin und Schriftstellerin; in der Zeit von 1995 bis 2003 hatte sie einen Lehrauftrag für »Neue Deutsche Literatur« an der Universität Bergamo. Sie  ist verheiratet, hat eine Tochter und lebt in Monza.
Stefanie Golisch veröffentlichte Essays und Rezensionen in zahlreichen Literaturzeitschriften wie Macando, Muschelhaufen, Die Brücke, Ostragehege und Neue Rundschau. Seit 2007 ist sie Redakteurin des Literatur-Blogs La poesia e lo spirito. Durch Biografien und Übersetzungen machte sie mit dem Themenschwerpunkt Neue Texte aus Italien Salvatore Satta, Guido Oldani, Gezim Hajdari, Antonia Pozzi u. a. im deutschen Sprachraum bekannt.
Schwerpunkt der literaturwissenschaftlichen Arbeit sind die Werke von Uwe Johnson und Ingeborg Bachmann. In den Bachmann-Interpretationen stellt sie vor allem die gesellschaftskritischen, kulturgeschichtlichen und literaturtheoretischen Aspekte in den Vordergrund. In Büchern und zahlreichen Fachabhandlungen versucht sie, das Bild der Schriftstellerin als zeitkritische Autorin bzw. engagierte Feministin zu klären. Weitaus zahlreicher sind die Veröffentlichungen über Uwe Johnson, in denen sie die verschiedensten Aspekte der Romane (zum Beispiel die Erinnerungsthematik betreffend der beiden geteilten deutschen Staaten, die ihm beide nicht Heimat waren) sichtbar macht.

## Rezeption
Wurde Golischs Prosadebüt Vermeers Blau, in dem es um Lebenslügen, Illusionen und enttäuschte Erwartungen geht, noch kritisch gesehen, das dennoch nach manchem Kopfschütteln während der Lektüre insgesamt doch ein anerkennendes Nicken verdiente, fand die 2006 erschienene Erzählung Pyrmont, in der es um das Problem der Akzeptanz des Alterns geht, allgemein Anerkennung. Gerd Willée fand die tief reflektierende Schilderung dessen, was in einer Frau zu Beginn ihrer Wechseljahre vorgeht spannend, und Vera Hesse befand: Golischs Formulierungen treffen alle den Punkt, auch den wunden; sie sind oft dermaßen komisch, dass mir schon die Pension Hyazinth, in der die Heldin wohnt, unvergesslich bleiben wird. Die Deister- und Weserzeitung lobte Pyrmont als ein Buch nicht nur für Betroffene, die sich vermutlich mühelos wiederfinden, auch andere Leser würden sowohl Lesevergnügen finden als auch Erfahrungen sammeln und [sich] bestätigt finden. Und bei der 2015 erschienenen Erzählung Anstelle des Mondes ist von einer hochpoetischen Erzählung die Rede.

## Einzeltitel

### Prosa
- Anstelle des Mondes. Erzählung. Pop Verlag, Ludwigsburg 2015, ISBN 978-3-86356-108-6.
- Postkarten aus Italien. Kurzprosa. Verlag Freie Zeit Art, Wien 2015. ISBN 978-3-90310-401-3.
- Pyrmont. Erzählung. Edition Thaleia, St. Ingbert 2006, ISBN 3-924944-79-2.
- Vermeers Blau. Erzählung. edition sisyphos, Köln 1997, ISBN 3-928637-19-3.

#### In italienischer Sprache
- Luoghi incerti. Cosmo Iannone Editore, Isernia 2010. ISBN 978-8-85160-116-4.
- Ferite. Storie di Berlino. Edizioni Ensemble, Rom 2014, ISBN 978-88-6881-012-2.
- A matita in: rebstein.files.wordpress.com

#### In englischer Sprache
- All of us can fly. From Kafkas world. Culicidae Press, Ames 2018, ISBN 978-1-941892-36-7.
- Fly and Fall. Culicidae Press, Ames 2014, ISBN 978-1-941892-00-8.
- The living thing. Culicidae Press Ames 2006, ISBN 978-0-557-26305-9.

### Sachbuch
- Ingeborg Bachmann. Eine Einführung. Panorama, Wiesbaden 2007, ISBN 978-3-926642-70-7.
- Ingeborg Bachmann zur Einführung. Junius, Hamburg 1997, ISBN 3-88506-941-5.
- Uwe Johnson zur Einführung. Junius, Hamburg 1994, ISBN 3-88506-898-2.
- Geschichte, Utopie, Ästhetik. Untersuchungen zu Uwe Johnsons Roman Jahrestage. Dissertation. Universität Hannover, Hannover 1991.

## Übertragung (Auswahl)
- Charles Wright: Worte sind die Verringerung aller Dinge. Edition Erata, Leipzig 2007, ISBN 978-3-86660-033-1.
- Antonia Pozzi. Deutsch und Italienisch. Herausgegeben und übersetzt von Stefanie Golisch. Tartin-Edition, Salzburg/Paris 2005, ISBN 3-902163-23-2.
- Gëzim Hajdari: Mondkrank. Übertragung aus dem Italienischen und Nachwort. Pop Verlag, Ludwigsburg 2008, ISBN 978-3-937139-55-5.
- Selma Meerbaum Eisinger: Non ho avuto il tempo di finire. Herausgabe und Übertragung mit Adelmina Albini. Mimesis Editore, Milano 2009.
- Lorenzo Calogero: Gedichte/ Poesie (aus dem Italienischen übertragen). In: Quaderni di traduzione III, 2009.
- Terrence Des Pres: Il sopravvivente. Anatomia della vita nei campi di morte (herausgegeben und aus dem amerikanischen Englisch übertragen). Mimesis Edizioni, Mailand 2013, ISBN 978-88-5751-413-0.
- Filippo Tommaso Marinetti: Wie man die Frauen verführt (herausgegeben und aus dem Italienischen übertragen). Matthes und Seitz, Berlin 2015, ISBN 978-3-95757-019-2.
- Filippo Tommaso Marinetti: Die Manifeste (herausgegeben und aus dem Italienischen übertragen). Matthes und Seitz, Berlin 2018, ISBN 978-3-95757-282-0.
- Rachel Bespaloff: Ilias (herausgegeben und aus dem Französischen übertragen), Matthes und Seitz, Berlin 2019, ISBN 978-3-95757-453-4.
- Vieni chi parla non è morto. Lettere di Cristina Campo a Alejandra Pizarnik.(Aus dem Französischen ins Italienische übertragen und mit einem Nachwort  versehen). In: La biblioteca di RebStein, LXXXI, 2021.
- Cristina Campo: Alle Gedichte (aus dem Italienischen übertragen und mit einem Nachwort versehen). In: Quaderni di traduzione LXII, 2021.
- Camillo Sbarbaro: Pianissimo (aus dem Italienischen übertragen) in: Quaderni di traduzione LXI, 2021.
- Ernst Meister: Ora/ Jetzt ( aus dem Deutschen übertragen) in: Quaderni di traduzione LXIII, 2021.
- David Maria Turoldo: Letzte Inschrift/Ultima lapide (aus dem Italienischen übertragen). In:
- René Char: Die Durchsichtigen/Les transparents (aus dem Französischen übertragen). In:
- Rose Ausländer: Terra madre parola / Mutterland Sprache (aus dem Deutschen übertragen). In:
- Voci americane (aus dem amerikanischen Englisch ins Italienische übertragen) In:
- Emmy Hennings: Il marchio di fuco (aus dem Deutschen übertragen und mit einem Nachwort versehen) Edizioni Saecula, 2023.

## Zitat
- Diese Schäbigkeit.
Dieses Unsägliche, das sich, ohne daß du dich erinnerst, wann es begonnen hat, in deinem Herzen festgefressen hat, dieser dumpfe Schmerz, und wenn du anfaßt, wo es dir gerade weh tut, ist er schon wieder weitergewandert, du kriegst ihn einfach nicht zu fassen, du kriegst ihn nicht dazu, sich dir endlich zu stellen. Er nimmt dich auf den Arm, er hält dich zum Narren, er macht dich zum Narren, zum Narren deines Schmerzes, zum Narren deiner selbst.[11]

## Auszeichnungen
- 1997: Stipendium der Deutsch-Italienischen Akademie (Meran)
- 2001: Literaturpreis des Hamburger Lions-Club
- 2002: Würth-Literatur-Preis